# Římskokatolická farnost Jakubov u Moravských Budějovic
Římskokatolická farnost Jakubov u Moravských Budějovic je územní společenství římských katolíků s farním kostelem svatého Jakuba Staršího v moravskobudějovickém děkanství.

## Historie farnosti
Obec Jakubov je doložena poprvé v polovině 13. století, pozdně románský kostel pochází z této doby. Jde o nejstarší stavbu v obci. Během třicetileté války byl pobořen a uzavřen, fara opuštěna. V 18. a 19. století prošel kostel rozsáhlou rekonstrukcí.

## Duchovní správci
Farnost po roce 1989 spravovali salesiáni z komunity v Moravských Budějovicích. Od 1. září 2011 do srpna 2015 byl administrátorem excurrendo P. Mgr. Petr Piler PhD., SDB. Toho od září 2015 vystřídal jako administrátor excurrendo P. Ladislav Kozubík, SDB.  V září 2019 se stal administrátorem excurrendo farnosti R. D. Mgr. Lubomír Řihák. Dne 1. srpna 2022 jej nahradil R. D. Mgr. Tomáš Mikula z Želetavy.

## Bohoslužby
| Kostel                  | Místo                          | Bohoslužba (den) | Hodina     | Poznámka     |
| ----------------------- | ------------------------------ | ---------------- | ---------- | ------------ |
| svatého Jakuba Staršího | Jakubov u Moravských Budějovic | neděle středa    | 9.30 17.30 | farní kostel |

## Aktivity ve farnosti
Dnem vzájemných modliteb farností za bohoslovce a bohoslovců za farnosti brněnské diecéze je 28. leden. Adorační den připadá na 20. února.
Od roku 2001 se ve farnosti koná tříkrálová sbírka. V roce 2014 se při ní v Jakubově vybralo 16 232 korun, o rok později 16 459 korun. V roce 2017 činil výtěžek sbírky 18 456 korun.
Pravidelně vychází společný farní zpravodaj pro farnosti Babice, Jakubov a Litohoř.